# Петряево (Ягницкое сельское поселение)
Петряево — деревня в Череповецком районе Вологодской области.
Входит в состав Ягницкого сельского поселения, с точки зрения административно-территориального деления — в Большедворский сельсовет.
Расстояние по автодороге до районного центра Череповца — 117 км, до центра муниципального образования Ягницы — 7 км. Ближайшие населённые пункты — Большой Двор, Козлово, Михеево.
По переписи 2002 года население — 38 человек (17 мужчин, 21 женщина). Всё население — русские.